# Brzuze (plaats)
Brzuze is een dorp in het Poolse woiwodschap Koejavië-Pommeren, in het district Rypiński. De plaats maakt deel uit van de gemeente Brzuze.